# Gouvernementsmarine

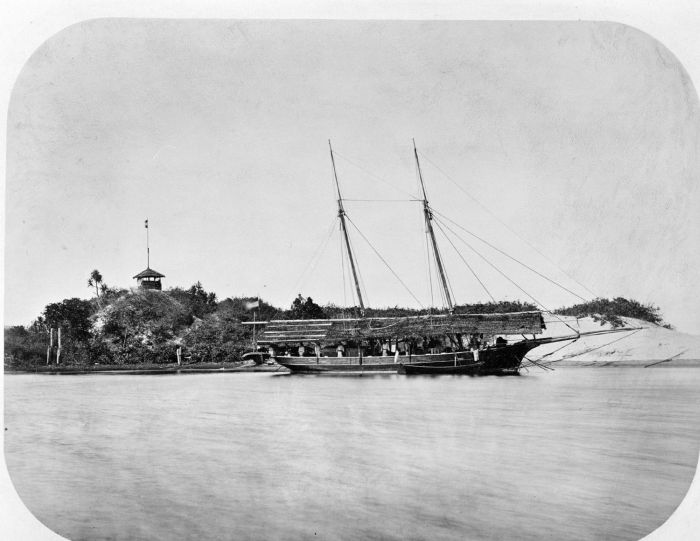
Kruiser nr. 25 bij Koeala Kroeng-Raba

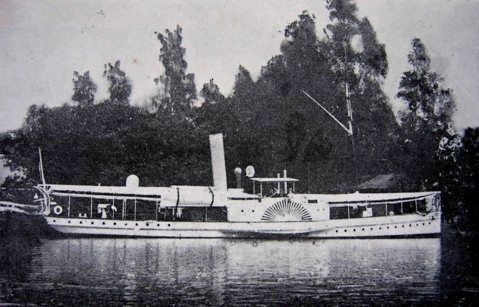
Rivier-raderstomer Barito van de Gouvernementsmarine - 1894

De Gouvernementsmarine of Gouvernements Marine (GM) maakte deel uit van de Zeemacht in Nederlands-Indië in deze toenmalige Nederlandse kolonie. Zij bestond naast de Indische Militaire Marine en had vooral civiel-bestuurlijke taken. Wat op land de ambtenaren van het binnenlands bestuur of de plaatselijke commandant van het Koninklijk Nederlandsch-Indisch Leger (KNIL) waren, was de gezaghebber van de Gouvernementsmarine op zee: controleur en uitvoerder van het bestuur.

## Negentiende eeuw
De Gouvernementsmarine werd in 1861 ingesteld, maar had als voorganger 's Lands Civiele Schoeners en Kruisbooten die ook wel de Burgerlijke Koloniale Marine werd genoemd. Ze bestond bij oprichting uit 76 bewapende gezeilde kruisprauwen en negen stoomschepen die verspreid over Indië ter beschikking van de residenten stonden.
De schepen zorgden onder meer voor personen- en waardetransporten van het bestuur naar de verschillende districten. De Gouvernementsmarine verstrekte met haar schepen die alle van bewapening waren voorzien, naast haar politionele taken ter voorkoming en bestrijding van zeeroof en smokkel, veelvuldig assistentie aan de oorlogsmarine en het KNIL bij het bedwingen van de vele onlusten en opstanden in de Indische archipel. Steeds vaker stonden daarvoor stoomschepen ter beschikking, terwijl men de hoeveelheid kruisboten geleidelijk aan verminderde. De état major van de stoomschepen bestond uit Europeanen terwijl de bemanning uit inlanders was samengesteld. Een kruisboot equipage was geheel inlands en stond onder bevel van een djoeragan (gezagvoerder). De schepelingen waren geoefend in het omgaan met licht geschut en geweer.
De GM werd rond de eeuwwisseling ook wel de marine van Van Heutz genoemd. Vanaf 1905 was ze onderdeel van de Dienst van Scheepvaart en werd de behoefte aan militaire inzet van de schepen steeds minder.

## Twintigste eeuw
Het takenpakket bleef door de jaren heen in grote lijnen hetzelfde; vervoer van personen, goederen en gelden voor het gouvernement, politietoezicht binnen de territoriale wateren en verder alle diensten die voor het bestuur van de kolonie nodig waren.
Daartoe behoorde ook het uitzoeken van plaatsen waar vuurtorens, bakens en lichten in de archipel moesten komen; de zeekartering; het aangeven van de meest geschikte zeevaartroutes (dat gold later in het bijzonder ook voor tankers met grote diepgang); de bevoorrading van mensen die op eenzame posten de lichten brandende moesten houden en hun periodieke aflossing; het overzee vervoeren van ambtenaren van het binnenlands bestuur en geneeskundig personeel op werkbezoek aan verre en ontoegankelijke gebieden; de verzorging van dienstreizen van de gouverneur-generaal en diens gevolg; de dienstverlening bij nationale en internationale expedities, zeevaartkundige, maar bijvoorbeeld ook meteorologische.
Andere activiteiten waren de controle op de visgronden en het tegengaan van sluikhandel en spionage. Een bijzonder aspect was de bijdrage aan de infrastructuur van de kolonie - een eilandenrijk met een enorm wateroppervlak - door het leggen van telegraafkabels.
Vanwege oorlogsdreiging werd een aantal schepen in 1939 gemilitariseerd. Drie moderne motorschepen van 600 ton waren al eerder aangewezen als vliegtuigmoederschip voor de Dornier vliegboten van de Marine Luchtvaartdienst die in de archipel opereerden. Ze waren uitgerust met voorraadtanks voor vliegtuigbenzine en een 7,5 cm kanon. Meerdere Gouvernementsmarineschepen werden na de Japanse inval in 1942 door de bemanning afgezonken in de haven van Tandjong Priok.
De Gouvernementsmarine bleef tot aan de overdracht van Nederlands-Nieuw-Guinea aan Indonesië in 1962 bestaan.

## Militaire Willemsorde
Gedurende het bestaan van de Gouvernementsmarine werd 17 keer de hoogste militaire onderscheiding, de Militaire Willemsorde, toegekend aan een van haar leden.
| Naam                    | Datum      | Gelegenheid                                            |
| ----------------------- | ---------- | ------------------------------------------------------ |
| G. Barents              | 22-06-1860 | Eerste Boni-expeditie                                  |
| D. van Batenburg        | 17-12-1877 | Atjehoorlog                                            |
| D. Buchel               | 17-12-1877 | Atjehoorlog                                            |
| A.C. Everaars           | 28-08-1866 | Expeditie naar de Zuider- en Oosterafdeling van Borneo |
| W. Glaser               | 08-07-1861 | Expeditie naar de Zuider- en Oosterafdeling van Borneo |
| W. Huisman              | 15-01-1874 | Expeditie naar de Zuider- en Oosterafdeling van Borneo |
| J.W. Koenders           | 20-02-1894 | Atjehoorlog                                            |
| J.W. de Kort            | 08-02-1859 | Atjehoorlog                                            |
| A.H. Kuipers            | 18-02-1861 | Expeditie naar de Zuider- en Oosterafdeling van Borneo |
| A. Linde                | 09-03-1877 | Atjehoorlog                                            |
| C.C.L. Neijts           | 04-02-1860 | Expeditie naar de westerafdeling van Borneo            |
| J.B. Olijve L'Oubriat   | 21-10-1854 | Expeditie naar de westerafdeling van Borneo            |
| J.J. Pielaat            | 14-09-1855 | Flores                                                 |
| D. Nolles               | 17-12-1877 | Atjehoorlog                                            |
| C.W. Reith              | 15-10-1878 | Atjehoorlog                                            |
| Jhr. L.H.W.M. de Stuers | 08-12-1856 | Celebes                                                |
| W. Welvaart             | 22-06-1860 | Tweede Boni-expeditie                                  |